# 12091 Джесмалмкуіст
12091 Джесмалмкуіст (12091 Jesmalmquist) — астероїд головного поясу, відкритий 21 квітня 1998 року.
Тіссеранів параметр щодо Юпітера — 3,479.